# Buzz Aldrin’s Race into Space
Buzz Aldrin’s Race into Space (kurz: BARIS) ist eine rundenbasierte Wirtschaftssimulation (bzw. ein rundenbasiertes Strategiespiel) von Fritz Bronner und Michael McCarty aus dem Jahr 1992 für den PC. In dem Spiel übernimmt der Spieler die Rolle des Leiters der Weltraumbehörde der USA (NASA) oder der UdSSR mit dem Ziel, vor dem Kontrahenten einen bemannten Mondflug zu realisieren.

## Spielprinzip

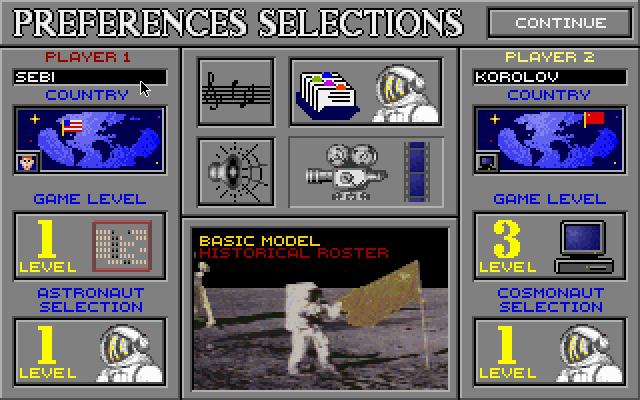
Startbildschirm mit Seitenwahl für den Spieler.

Das Spiel fängt im Frühjahr 1957 an und läuft rundenweise ab, eine Runde dauert genau ein halbes Spieljahr. Vor jeder Runde wird der Spieler über eine Fernsehsendung über den aktuellen Stand des Wettlaufs ins All informiert, neben aktuellen Informationen wird auch kurz das Weltgeschehen aus der jeweiligen Zeit angeschnitten.
Zu den Aufgaben des Spielers gehört das Beschaffen von Material (wie Raketen, Raumschiffen, Satelliten etc.), die Erforschung neuer Technologien und die Verbesserung der bestehenden Gerätschaften sowie die Rekrutierung und Ausbildung von Astronauten/Kosmonauten. Außerdem muss der Spieler jede einzelne Raummission planen. Jede Mission besteht dabei aus einer Anzahl aufeinander folgender Phasen (Start, Einschwenken in die Umlaufbahn, Andockmanöver, EVA, Wiedereintritt etc.), die jeweils abhängig vom Sicherheitsfaktor der eingesetzten Komponenten und/oder dem Ausbildungsstand der Astronauten glücken oder fehlschlagen können. In einigen kritischen Situationen wird vom Spieler auch eine Entscheidung verlangt, die Mission fortzuführen oder abzubrechen. Am Ende einer Runde wird die eigentliche Raummission dem Spieler präsentiert. Durch erfolgreich absolvierte Missionen gewinnt die eigene Fraktion Erfahrung und Prestige, was sich an Budgeterhöhungen bemerkbar macht und außerdem die Zuverlässigkeit der verwendeten Komponenten verbessert sowie die Moral der beteiligten Astronauten beeinflusst.
Ziel des Spiels ist es, als erste Nation auf dem Mond zu landen.

### Realismus

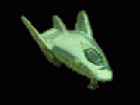
Im Spiel vorkommendes fiktionales wiederverwendbares Mini-Shuttle „XMS-2“, abgeleitet vom Projekt X-20 Dyna-Soar (das Bild zeigt in Wirklichkeit den M2-F3 Lifting Body).

Das Spiel legt sehr viel Wert darauf, die Raumfahrt in ihren Anfängen möglichst realistisch umzusetzen. Neben den originalen Astronautennamen verwendet das Spiel auch unzählige Fotos und Videos aus NASA- und Sowjet-Archiven. Bei den Missionen kann der Spieler auf echte Raumfahrttechnologie zurückgreifen wie das Apollo-Raumschiff, Atlas-V- und Saturn-V-Raketen, Satelliten wie Sputnik oder Ranger. Ebenso tragen auch die Astronauten und Kosmonauten bekannte Namen der jeweils echten Raumfahrtprogramme: Gagarin, Chrunow aus dem sowjetischen Mondprogramm oder Glenn, Slayton aus dem amerikanischen Apollo-Programm. Zusätzlich sind im Spiel auch einige Vehikel enthalten, die in Wirklichkeit nicht eingesetzt wurden: die Jupiter Kapsel oder die russische Mondlandefähre Kvartet. Dadurch wird dem Spieler die Möglichkeit gegeben, alternative Mondlandungen durchzuführen (Direkte Mondlandung, Mondlandung mit Hilfe einer Raumstation).
Das Spiel setzt bei den Missionen auf Meilensteine, so muss beispielsweise vor dem ersten Andockmanöver im All erst eine bemannte Mission stattfinden oder vor der abschließenden Mondlandung auch die Mondoberfläche mit bemannten oder unbemannten Missionen hinreichend genau kartiert werden. Geschieht das nicht, gibt es empfindliche Strafen auf den Sicherheitsfaktor der Raumfahrzeuge, was die Mission (und das Leben der Astronauten) gefährdet.

## Geschichte
Fritz Bronner entwickelte 1989 das Brettspiel LIFTOFF! mit Task Force Games und hatte die Vision einer Computerspiel-Umsetzung. Da Task Force nicht die Rechte besaß, Liftoff! als Computerspiel umzusetzen, entschloss sich Bronner dies eigenständig zu tun. Im November 1990 rekrutierte er den damals 22-jährigen Michael McCarty als Programmierer und gründete Strategic Visions. Der ursprüngliche Entwicklungsplan sah den Amiga als Zielplattform vor, für den ein Demo erstellt und im Juni 1991 veröffentlicht wurde. Im September 1991 kam Strategic Visions zu dem Schluss, dass der Amiga-Markt schrumpfte; man entschied sich auf den IBM PC als Zielplattform umzusteigen. Im August 1991 unterzeichnete Strategic Visions bei Interplay Entertainment als Publisher mit Mai 1992 als Veröffentlichungstermin. Zu diesem Zeitpunkt kam der namensgebende Apollo 11 Astronaut, Buzz Aldrin, als Ratgeber in das Projekt. Eines der Ergebnisse war die Einführung von Astronauten-Fähigkeiten und von Moral, welche auf den Missionsausgang nun Einfluss haben konnten.

### Versionen
Die 1992 veröffentlichte Diskettenversion wurde von vielen Spielern aufgrund ihres hohen Schwierigkeitsgrades und zahlreicher Programmfehler kritisiert, mit dem Patch 1.01 wurde daher der Schwierigkeitsgrad gesenkt und die meisten Fehler korrigiert.
Im Jahr 1993 veröffentlichte Interplay eine CD-ROM-Version, welche über 500 MB zusätzliche Videos von Missionen und Archivmaterial beinhaltete. In Deutschland wurde diese Version im Rahmen der Zeitschriftenreihe Bestseller Games veröffentlicht.

### Freigabe als Freeware und des Quelltextes

Logo des Community-Weiterentwicklungsprojekts Race Into Space (2005).

Die beiden Entwickler, Fritz Bronner und Michael McCarty, hatten mit ihrem Publisher Interplay Entertainment eine Vertragsklausel, die den Rückfall der Rechte an dem Spiel an sie vorsah falls dieser Insolvenz werden oder das Spiel nicht mehr vertreiben würde. Nach der Interplay Insolvenz 2004 und langer Zeit der Nicht-Verfügbarkeit (Abandonware), gaben 2005 die beiden Entwickler das Spiel selbst als Freeware frei und machten es damit wieder verfügbar. Um eine Weiterentwicklung und Portierungen (z. B. Pandora) der Fan-Gemeinde zu ermöglichen, stellten die Ursprungsentwickler auch den Quelltext unter der GPL zur Verfügung. Der Quelltext des nun Race Into Space (kurz: RIS) genannten Weiterentwicklungsprojekts wird auf SourceForge gehostet und hat 2011 die Version 1.0 erreicht, die aktuelle Version ist v1.1.

## Rezeption
Obwohl das Spiel von Interplay und anderen als geeignet auch für Kinder bis 10 Jahre beworben worden war, gab es Kritik für seinen extremen Schwierigkeitsgrad. The Guardian kritisierte das Spiel als „ziemlich leblos“. Abseits dessen kam das Spiel im Allgemeinen gut an, es erhielt 90 % von PC Gamer UK, war Finalist für den COMPUTE! Choice Award 1993 und blieb jahrelang populär, so dass 2005 die ursprünglichen Entwickler von Strategic Visions das Spiel als Open-Source an die Fangemeinde übergaben.
In der PC Player 1993-04 bekam es eine Wertung von 77 Punkten.